# Eero Laine (Biathlet)
Eero Johannes Laine (* 7. Januar 1926 in Tammela; † 23. Oktober 1998 in Turku) war ein finnischer Biathlet.
Eero Laine nahm an den 1960 erstmals in Squaw Valley ausgetragenen olympischen Biathlonwettbewerben teil. Mit einer Laufzeit von einer Stunde und 33:28,3 Minuten erreichte er eine mittlere Laufzeit, sieben Schießfehler brachten ihm 14 Strafminuten ein. In der Endabrechnung belegte der Finne den 15. von 30 Plätzen. Er ist nicht zu verwechseln mit dem gleichnamigen finnischen Ruderer Eero Johannes Laine, der im selben Jahr an den Sommerspielen in Rom teilnahm.